# Zdeněk Hruška (herec)
Zdeněk Hruška (* 7. října 1971 Ostrava) je český herec a dabér.

## Život
Po studiu na Pražské konzervatoři hrál v Divadle ABC (od roku 1992), v současnosti působí v Divadle Na Jezerce, resp. v Divadelní společnosti Jana Hrušínského (v inscenacích Zahraj to znovu, Same, Takový žertík, Prokletí nefritového škorpióna, Mandragora, Petrolejové lampy, Sklenka sherry, Paní plukovníková a Ženitba).
Ze svých televizních rolí je známý jako MUDr. Pavel Getz v seriálu Ordinace v růžové zahradě II. Hlavní roli hrál v roce 1987 ve filmové podobě Mementa Radka Johna.
Dabuje především v seriálech, např. Hvězdná brána: Atlantida (poručíka Aidena Forda) v Haló, haló (důstojníka Crabtreeho, britského špiona, který vystupuje jako francouzský četník a zdraví „Bobré podoledne“) nebo v seriálu Medicopter 117 (zdravotníka Enrica Continiho). Z filmových dabingů stojí za zmínku Moulin Rouge! (hlavní role Christiana v podání Ewana McGregora) a Star Trek (mladý Spock).

## Práce pro rozhlas
- 1999 Dmitrij Sergejevič Merežkovskij: Leonardo da Vinci, desetidílný rozhlasový seriál. Z překladu Anny Teskové připravil dramatizaci Roman Císař, v dramaturgii Jany Paterové režírovala Markéta Jahodová. Osoby a obsazení: Leonardo da Vinci (Viktor Preiss), Giovanni /Antonio/ Boltraffio (Tomáš Petřík), Cipriano Buonaccorsi (Karel Pospíšil), Grillo (Stanislav Fišer), Antonio da Vinci (Rostislav Čtvrtlík), Giorgio Merula (Vladimír Ráž), Strocco (Pavel Pípal), Faustino (Rudolf Kvíz), Girolamo Savonarola (Jiří Zahajský), Cesare da Sesto (Vladimír Dlouhý), Salaino, vl.jm. Gian Giacomo Caprotti (Jan Hrubec), Marco d'Oggione (Zdeněk Hruška), Mona Cassandra (Lenka Krobotová), Zoroastro (Alois Švehlík), dvorní topič (Steva Maršálek) a další. Hudba: Lukáš Matoušek.[6]